# Sultan Kudarat
Sultan Kudarat là một tỉnh của Philippines thuộc vùng SOCCKSARGEN ở Mindanao. Tỉnh lị là Isulan. Tỉnh giáp với Maguidanao và Cotabato ở phái bắc, Nam Cotabato và Sarangani ở phía nam, Davao del Sur ở phía đong và Biển Celebes ở phía tây.

## Nhân khẩu
Theo thống kê năm 2000, Sultan Kudarat có dân số là 586.505 người. Những người Hồi giáo vốn chiếm đa số trong tỉnh nhưng làn sóng nhập cư của những người Thiên Chúa giáo đã khiến họ chiếm ưu thế so với người Hồi giáo và người thổ dân miền núi. Người Maguidanao sinh sống ở các đô thị ven biển. Các nhóm bộ tộc trong tỉnh gồm Iranons, Tirurays và Manobo. Tổng cộng có 84 phương ngữ được nói trong tỉnh, chiếm ưu thế là tiếng Hiligaynon (Ilonggo), mặc dù tiếng Ilocano và tiếng Cebuano được sử dụng ở mốt số đô thị tự trị. Tiếng Maguindanao là ngôn ngữ bản địa của người theo Hồi giáo.

## Địa lý
Sultan Kudarat ở phía tây nam của đảo Mínanao. Có ba đô thị ở vùng ven biển phía tây trong khi các dãy núi ở trung tâm chia cắt chúng với phần còn lại của tỉnh. Cũng có một số núi ở phía đông, tạo ra các bồn địa ở giữa. Khí hậu Sultan Kudarat có mùa khô ngắn kéo dài dưới ba tháng. Không giống như hầu hết các tỉnh khác ở Philippines, Sultan Kudarat thường không có các trận bão đe dọa.

## Kinh tế
Kinht tế Sultan Kudarat chủ yếu phụ thuộc vào nông nhgiệp. Với ngành nông nghiệp rộng lớn với nhiều loại cây trồng khác nhau như lúa gạo, ngô, Cà phê và rau xanh. Tỉnh tự cung cấp đủ gia súc, thịt lợn và các lại củ quả. Tỉnh là một trong ít nơi trồng loại khoai tây Ireland ở Philippines. Ngư nghiệp cũng là một ngành kinh tế phát triển nhanh trong tỉnh. Cá ngừ đánh bắt ở biển Celebes có chất lượng cao và dùng để xuất khẩu sang Nhật Bản và Châu Âu

## Hành chính
Tỉnh có 1 thành phố và 11 đô thị tự trị;
- Tacurong (thành phố song không phải là tỉnh lị)

| - Bagumbayan - Columbio - Esperanza - Isulan - Kalamansig - Lambayong (Mariano Marcos) | - Lebak - Lutayan - Palimbang - President Quirino - Sen. Ninoy Aquino |